# Adrian St. John, Jr.
Adrian St. John II  (* 16. November 1921 in Fort Leavenworth, Kansas; † 6. Januar 2007 in Fort Belvoir, Virginia) war ein Generalmajor der United States Army. Er war unter anderem Kommandeur der 1. Panzerdivision. Außerdem war er als Diplomat unter anderem bei der Wiener Sicherheitskonferenz tätig.
Adrian St. John II war ein Sohn von Adrian St. John Sr. (1891–1955), einem Veteranen des Ersten und Zweiten Weltkriegs. In den Jahren 1939 bis 1943 durchlief er die United States Military Academy in West Point. Nach seiner Graduation wurde er als Leutnant in das Offizierskorps des Heeres aufgenommen. In der Armee durchlief er anschließend alle Offiziersränge vom Leutnant bis zum Zwei-Sterne-General.
Während des Zweiten Weltkriegs wurde St. John mit der 15th Cavalry Reconnaissance Squadron auf dem europäischen Kriegsschauplatz eingesetzt. Diese Panzereinheit unterstand der 66. Infanteriedivision und kämpfte sich von Nordfrankreich in Richtung Deutschland vor. St. John war damals Kommandeur einer Kompanie und erhielt für seine militärischen Leistungen den Orden Silver Star.
Nach dem Krieg studierte er unter anderem bis 1951 an der University of Virginia das Fach Internationale Beziehungen. Danach war er Stabsoffizier im Heeresministerium. In dieser Funktion wurde er zu einer Geheimmission nach Taiwan geschickt um Aktivitäten der Streitkräfte des kommunistischen Chinas auszukundschaften und den Nationalchinesen und der amerikanischen Regierung zu übermitteln. Dabei wurde er durch eine Explosion verletzt.
Während des Koreakriegs war St. John Bataillonskommandeur zunächst bei der Infanterie und dann bei den Panzereinheiten. Danach war er für einige Zeit Dozent am Command and General Staff College und dann am iranischen Imperial War College. Im Jahr 1960 absolvierte er das United States Army War College. Danach übernahm er einige Aufgaben im Generalstab, wobei er hauptsächlich mit Angelegenheiten des Fernen Ostens betraut war. Dazu gehörte auch seine Tätigkeit bei den Joint Chiefs of Staff in den Jahren 1964 bis 1966. Anschließend war er bis 1967 im Vietnamkrieg beim Stab des Military Assistance Command, Vietnam eingesetzt.
In den folgenden Jahren setzte St. John seine militärische Laufbahn unter anderem in Europa fort. Zwischenzeitlich bekleidete er auch weitere Aufgaben im Generalstab im Pentagon. Zwischen August 1972 und März 1974 kommandierte St. John die 1. Panzerdivision, deren Hauptquartier sich damals in Ansbach in Deutschland befand. Danach kehrte er in den Stab der Joint Chiefs of Staff zurück, wo er bis 1977 das Amt des Vice Directors bekleidete. Anschließend schied St. John aus dem aktiven Militärdienst aus.
Nach seiner Pensionierung begann er eine politisch-diplomatische Laufbahn. Er wurde Mitglied der Republikanischen Partei und gehörte zwischen 1977 und 1980 als Sicherheitsberater deren National Committee an. Im Jahr 1982 war er einer der amerikanischen Delegierten bei der Konferenz über Sicherheit und Zusammenarbeit in Europa. Zehn Jahre lang war er als Berater an der amerikanischen Botschaft in Wien tätig. Im Jahr 1994 nahm er an einer Abrüstungskonferenz im Nahen Osten teil (Conference on Middle East Arms Control). Ein Jahr später leitete er in Jordanien eine Arbeitsgruppe die aus Mitgliedern aus 17 Nationen bestand und über Friedenlösungen im Nahen Osten beriet. Im Jahr 1997 wurde St. John Mitglied der Organisation für Sicherheit und Zusammenarbeit in Europa (Organization for Security and Cooperation in Europe).
Adrian St. John starb am 6. Januar 2007 in Fort Belvoir an Herz- und Lungenproblemen und wurde auf dem amerikanischen Nationalfriedhof Arlington beigesetzt.

## Orden und Auszeichnungen
Adian St. John erhielt im Lauf seiner militärischen Laufbahn unter anderem folgende Auszeichnungen:
- Army Distinguished Service Medal
- Silver Star
- Legion of Merit
- Bronze Star Medal
- Joint Service Commendation Medal
- Army Commendation Medal
- Croix de Guerre (Frankreich)
- Gallantry Cross (Südvietnam)